# Helmuth Hübener

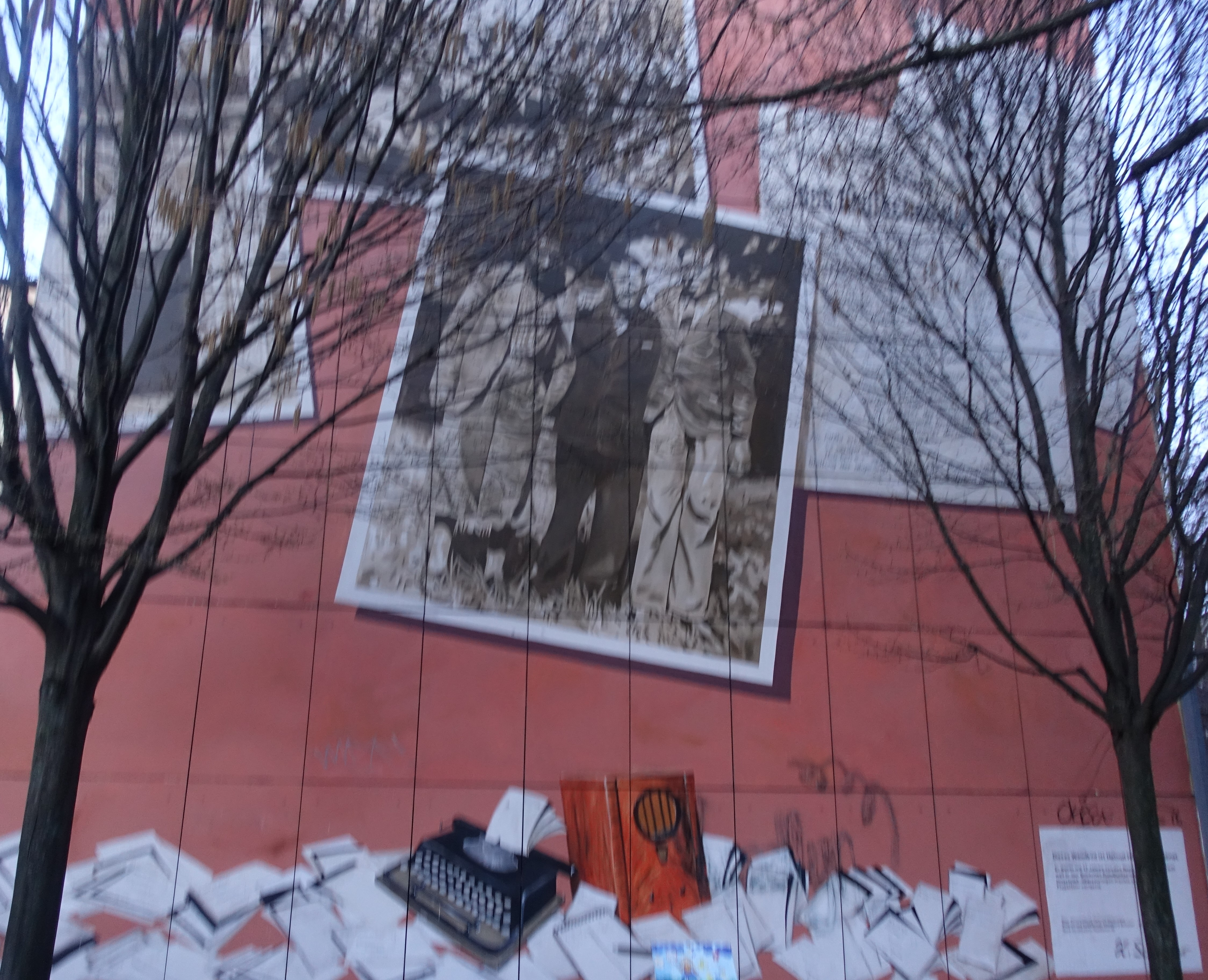
Wandbild zu Helmuth Hübener von der Künstlerin Hildegund Schuster, finanziert von der Heinrich-Stegemann-Kunststiftung in Hamburg-St. Georg

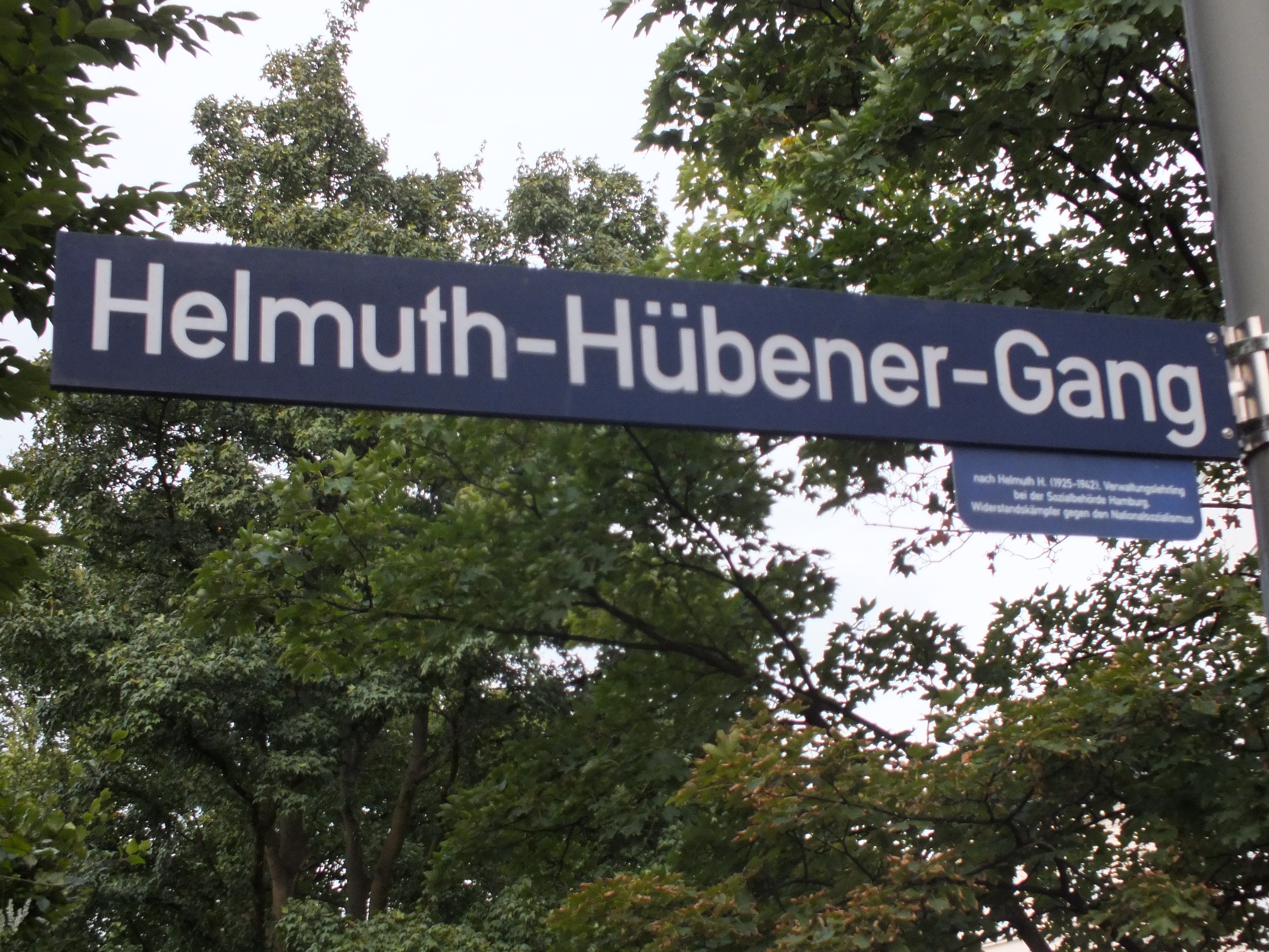
Straßenschild Helmuth-Hübener-Gang in Hamburg-St. Georg

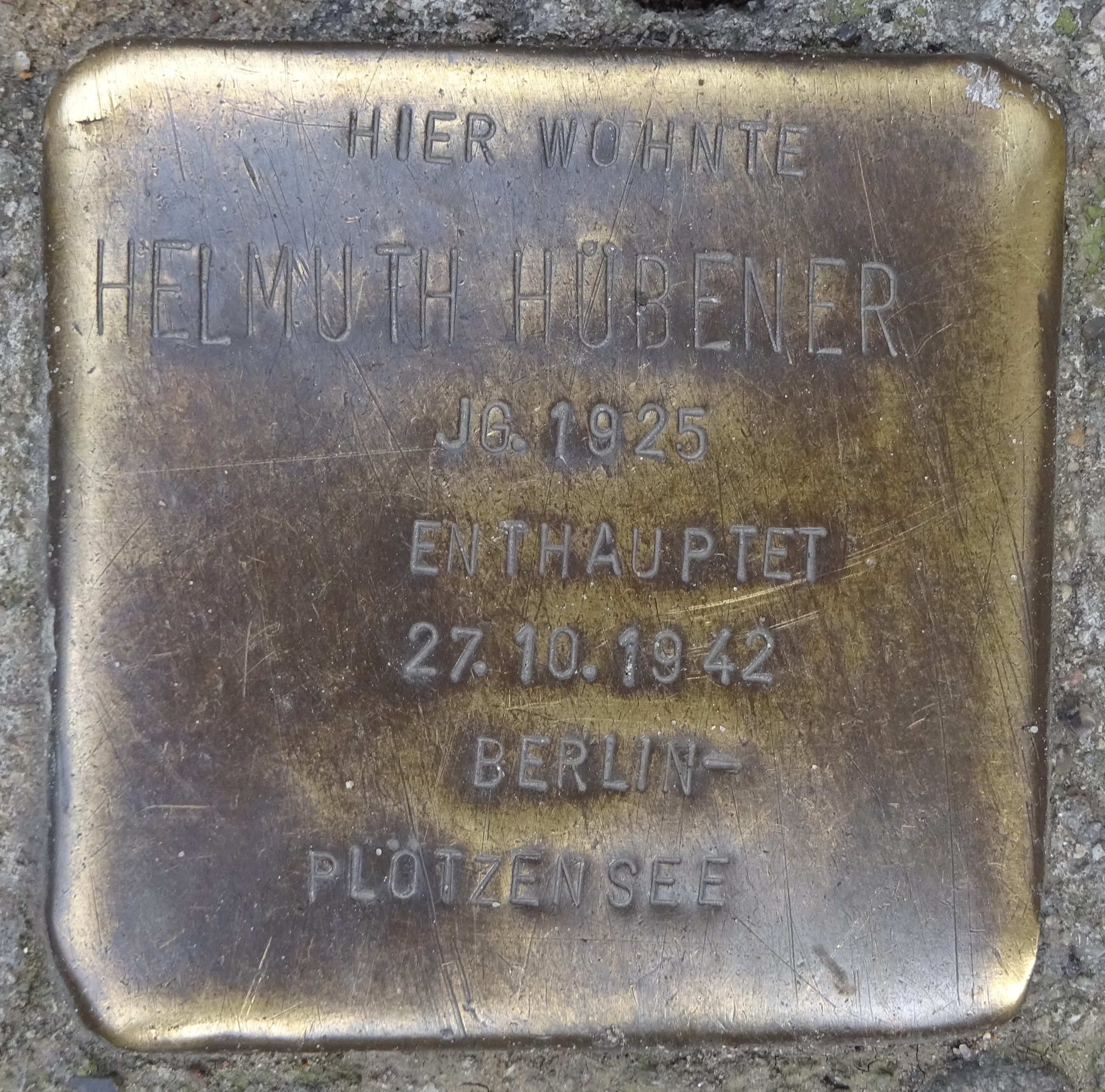
Stolperstein für Helmut Hübener in Hamburg-Hammerbrook

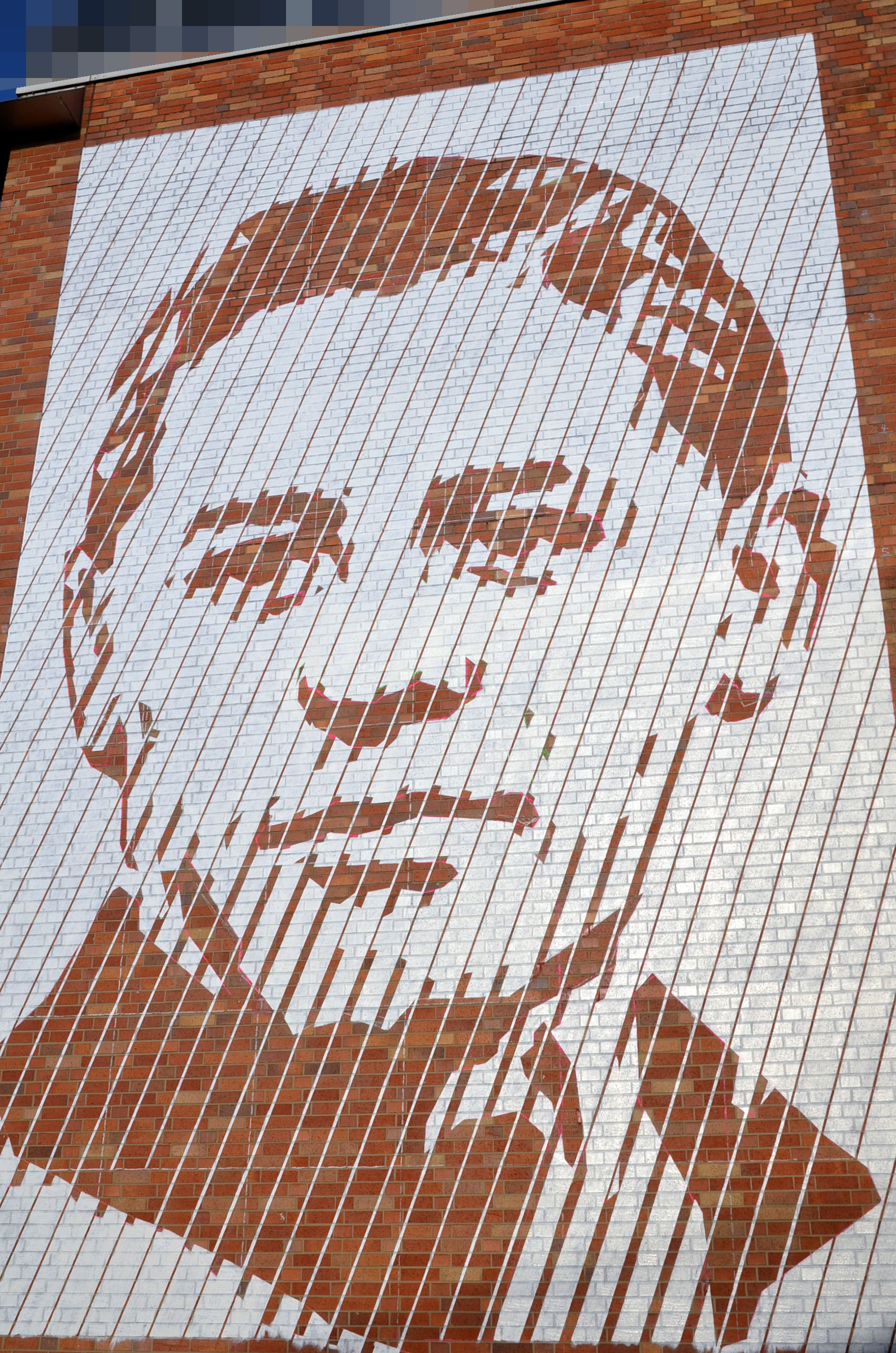
Porträt von Helmuth Hübener in der Jugendstrafanstalt Berlin

Helmuth Günther Hübener (* 8. Januar 1925 in Hamburg; † 27. Oktober 1942 in Berlin-Plötzensee) war der jüngste vom Volksgerichtshof zum Tode verurteilte und hingerichtete Widerstandskämpfer gegen den Nationalsozialismus.

## Herkunft und Motive
Helmuth Hübener stammte aus einer unpolitischen Arbeiterfamilie und war, wie seine Mutter und seine Großeltern, Mitglied der Kirche Jesu Christi der Heiligen der Letzten Tage (Mormonen). Sein Familienname Hübener stammt vom Adoptivvater, der ein Nazimitläufer war.
Bis zuletzt gehörte Helmuth Hübener der Hitlerjugend an, in der er jedoch zahlreiche Konflikte austrug, z. B. wegen des Drills und wegen der Mitwirkung während der Reichspogromnacht. Als seine Kirchengemeinde alle jüdischen Mitbürger vom Gottesdienstbesuch ausschloss, reagierte er darauf mit Widerspruch und Abscheu. 1941 begann Hübener nach Abschluss der Mittelschule eine Ausbildung als Verwaltungslehrling in der Hamburger Sozialbehörde. Er lernte Lehrlinge kennen, deren Eltern einen kommunistischem Hintergrund hatten und wurde von ihnen in das Abhören sogenannter Feindsender eingeführt.

## Aktionen
Im Sommer 1941 begann Hübener selbstständig mit dem Abhören des englischen Radiosenders BBC. Die gehörten Nachrichten nutzte er zur Formulierung und Vervielfältigung antifaschistischer Texte, die dann als Flugblätter gegen den Krieg verbreitet wurden. Im Herbst 1941 bezog er zwei Freunde aus seiner Gemeinde, spätere Arbeitskollegen, in das Abhören des Auslandssenders BBC ein. Sie unterstützten ihn auch bei der Verbreitung von rund 60 verschiedenen Flugschriften, deren Auflagen zwischen drei und fünf Stück lagen und alle mittels Schreibmaschinen-Durchschlägen hergestellt waren. Inhaltlich spiegelten die Flugblätter meist die Nachrichten aus den abgehörten ausländischen sogenannten Feindsendern.

## Verhaftung und Urteil
Anfang Februar 1942 wurde Helmuth Hübener am Arbeitsplatz im Hamburger Bieberhaus verhaftet. Er war beim Versuch, die Flugblätter ins Französische zu übersetzen und unter Kriegsgefangenen verbreiten zu lassen, aufgefallen und wurde von seinem Vorgesetzten Heinrich Mohns, Träger des Goldenen Parteiabzeichens der NSDAP, bei der Gestapo denunziert.
Am 11. August 1942 fand die Verhandlung vor dem 2. Senat des Volksgerichtshofs in Berlin unter dem Vizepräsidenten Karl Engert statt, und am 27. Oktober 1942 wurde er im Alter von 17 Jahren von Scharfrichter Wilhelm Röttger hingerichtet. Die drei Mitangeklagten – Karl-Heinz Schnibbe, Rudolf Wobbe und Gerhard Düwer – erhielten lange Freiheitsstrafen.
1941 entstanden, ohne voneinander zu wissen, mehrere jugendliche Vierergruppen: um Helmuth Hübener in Hamburg, um Walter Klingenbeck in München und um Josef Landgraf in Wien. Die Gruppenmitglieder hatten ein starkes Interesse für Radiotechnik und ethisch-religiöse, meist christliche, Standpunkte. Zeitgleich hatten Hübener und Klingenbeck mit dem Abhören sogenannter Feindsender und der Verbreitung von Flugblättern begonnen. Nahezu gleichzeitig wurden Hübener und Klingenbeck im Januar bzw. im Februar 1942 verhaftet und beide sowie Landgraf im August bzw. September 1942 am Volksgerichtshof Berlin, der für schwerwiegende Fälle zuständig war, verurteilt. Im Gegensatz zu Klingenbeck wurde Hübeners Todesurteil bereits wenige Monate nach der Verhandlung in der Hinrichtungsstätte des Strafgefängnisses Berlin-Plötzensee vollstreckt. Hübener war mit 17 Jahren der jüngste Widerstandskämpfer, an dem ein Todesurteil des Volksgerichtshofs vollzogen wurde. Da die Todesstrafe für Minderjährige nicht vorgesehen war, hatte der Richter Hübener für volljährig erklärt.

## Ehrungen
- In der Verwaltungsschule der Freien und Hansestadt Hamburg, Normannenweg 26 in Hamburg-Borgfelde, befindet sich eine ständige Ausstellung zu Helmuth Hübener und seiner Widerstandsgruppe. Ein Veranstaltungssaal ist nach Helmut Hübener benannt und ist während der Schulzeit für jedermann zugänglich.
- Ein Weg im Stadtteil Lohbrügge sowie der Helmuth-Hübener-Gang in St. Georg sind nach Hübener benannt.
- Das Jugendhaus Bei der Schilleroper 15 trägt den Namen Helmuth Hübener Haus.
- Die Hamburger Malerin Hildegund Schuster hat zur Erinnerung an die Helmuth-Hübener-Gruppe ein Wandbild an einem Giebel der Heinrich-Wolgast-Schule in St. Georg am Helmuth-Hübener-Gang geschaffen. Das Wandbild wurde am 14. November 2010 der Öffentlichkeit präsentiert.[2]
- Vor dem Haus Sachsenstraße 42 in Hamburg-Hammerbrook wurde ihm zu Ehren ein Stolperstein eingelassen.
- Im Jahre 2011 wurde die Stadtteilschule Benzenbergweg im Hamburger Arbeiter-Stadtteil Barmbek-Nord in Stadtteilschule Helmuth Hübener umbenannt. Die Erinnerung und die Orientierung am Vorbild Helmuth Hübeners wird in einem zweijährlich stattfindenden Wettbewerb gepflegt, bei dem kreative und soziale Projekte von Schülerinnen und Schülern der Schule präsentiert und prämiert werden. Das Wettbewerbsmotto MUT ÜBEN findet sich auch im Namen (helMUTh hÜBENer) wieder.[3]
- Am 8. Januar 2020 wurde die Schule der Jugendstrafanstalt Berlin in Plötzensee nach Helmuth Hübener benannt.[4]
- Die Hamburger Kunsthalle stellt seit 2022 die Installation "you may not know him, but" der Hamburger Künstlerin Cordula Ditz aus, die Helmuth Hübener gewidmet ist.[5]

## Film
- Truth & Treason, Truth and Conviction. The Helmuth Hübener Story (2002). Regie: Matt Whitaker
- Vier gegen Hitler – Auf den Spuren der Helmuth-Hübener-Gruppe, Täter-Opfer-Widerstand, (2021), von Jürgen Kinter, Gerhard Brockmann